# ماتي جيمس
ماثيو لي جيمس (بالإنجليزية: Matthew Lee James)‏ مواليد 22 يوليو 1991 في إنجلترا، هو لاعب كرة قدم إنجليزي يلعب كلاعب وسط. مثّل منتخب إنجلترا لكرة القدم فئة الشباب.

## مرحلة الشباب

### أندية لعب لها
- مانشستر يونايتد

## المسيرة الاحترافية

### أندية لعب لها
- مانشستر يونايتد
- ليستر سيتي

## روابط خارجية
- ماتي جيمس على موقع قاعدة بيانات كرة القدم.إي يو (الإنجليزية)
- ماتي جيمس على موقع Soccerbase.com (لاعب) (الإنجليزية)
- ماتي جيمس على موقع Soccerway.com (الإنجليزية)
- ماتي جيمس على موقع عالم كرة القدم.نت (الإنجليزية)
- ماتي جيمس على موقع AS.com (الإسبانية)